# Roberto Luco Belmar
Roberto Santiago Luco Belmar (Antofagasta, 9 de enero de 1907 - 16 de agosto de 1974) fue un futbolista chileno. Jugó de delantero.

## Trayectoria
Jugó en los comienzos de la década de los 30, destacando como seleccionado amateur de Curicó, a Santiago lo trajeron los dirigentes del Badminton, entre los años 1934 y 1936 estuvo en el argentino Boca Juniors y de 1936 a 1940 en Colo Colo.
En el año 1933 fue de gira a Europa formando parte del Combinado del Pacífico (Chileno-Peruano). Durante ocho meses, desde la salida desde el puerto de Callao el 24 de agosto de 1933, jugaron en el norte de Perú, Ecuador, Panamá, islas neerlandesas, Curazao, y en el Viejo Continente en Irlanda. Escocia, Inglaterra, Holanda, Alemania, Checoslovaquia,  Francia, España, terminando en Islas Canarias para regresar a Chile en abril de 1934. Con el combinado en Inglaterra, Luco jugó un partido contra West Ham United, que fue visto por el agregado militar de Argentina, que era simpatizante de Boca Juniors, lo que le valió su contratación en el cuadro de la ribera.
Músico de la banda de guerra del Regimiento Buín con su carácter y espíritu: suave, introspectivo y casi delicado características que se reflejaba en su juego elegante y delicado, de engañosa apariencia frágil.
En la nómina histórica de Boca Juniors su apellido está registrado como Lucco.

## Selección nacional
Fue internacional con la selección chilena durante el año 1939, participó en el Sudamericano en Perú donde disputó 3 partidos y marcó 1 gol.

### Participaciones en el Campeonato Sudamericano
| Torneo                       | Sede | Resultado    | Partidos | Goles |
| ---------------------------- | ---- | ------------ | -------- | ----- |
| Campeonato Sudamericano 1939 | Perú | Cuarto lugar | 3        | 1     |

## Clubes
| Club         | País      | Año         |
| ------------ | --------- | ----------- |
| Badminton    | Chile     | 1930 - 1931 |
| Colo Colo    | Chile     | 1932 – 1933 |
| Boca Juniors | Argentina | 1934 – 1936 |
| Colo Colo    | Chile     | 1936 – 1939 |

## Palmarés

### Campeonatos nacionales
| Título                        | Club         | País      | Año  |
| ----------------------------- | ------------ | --------- | ---- |
| Primera División de Argentina | Boca Juniors | Argentina | 1934 |
| Primera División de Argentina | Boca Juniors | Argentina | 1935 |
| Primera División              | Colo Colo    | Chile     | 1937 |
| Primera División              | Colo Colo    | Chile     | 1939 |